# Кубок Футбольной лиги 1970/1971
Кубок Футбольной лиги 1970/71 (англ. 1970–71 Football League Cup) стал одиннадцатым розыгрышем Кубка Футбольной лиги, клубного турнира на выбывание для английских и валлийских футбольных клубов, выступавших в Футбольной лиге Англии. Турнир прошёл с 18 августа 1970 года по 27 февраля 1971 года.
Победу в турнире одержал «Тоттенхэм Хотспур», обыгравший «Астон Виллу» в финальном матче на стадионе «Уэмбли» в Лондоне.
Сезон стал последним, когда участие в Кубке Футбольной лиги было необязательным. Единственным клубом Футбольной лиги, решившим не выступать в турнире, в том сезоне стал «Эвертон», чемпион Англии предыдущего сезона. Начиная с сезоне 1971/72 участие клубов Футбольной лиги в этом турнире стало обязательным.

## Первый раунд

### Матчи
| Хозяева           | Счёт | Гости                      | Дата            |
| ----------------- | ---- | -------------------------- | --------------- |
| Олдершот          | 1:0  | Брентфорд                  | 18 августа 1970 |
| Астон Вилла       | 4:0  | Ноттс Каунти               | 18 августа 1970 |
| Барнсли           | 0:1  | Ротерем Юнайтед            | 19 августа 1970 |
| Бирмингем Сити    | 3:3  | Рексем                     | 17 августа 1970 |
| Бристоль Роверс   | 1:0  | Брайтон энд Хоув Альбион   | 17 августа 1970 |
| Бери              | 1:3  | Олдем Атлетик              | 17 августа 1970 |
| Чарльтон Атлетик  | 3:0  | Саутенд Юнайтед            | 17 августа 1970 |
| Честер            | 2:1  | Шрусбери Таун              | 19 августа 1970 |
| Колчестер Юнайтед | 5:0  | Кембридж Юнайтед           | 19 августа 1970 |
| Кру Александра    | 2:2  | Транмир Роверс             | 18 августа 1970 |
| Донкастер Роверс  | 1:1  | Дарлингтон                 | 19 августа 1970 |
| Эксетер Сити      | 0:0  | Суонси Сити                | 17 августа 1970 |
| Фулхэм            | 1:0  | Ориент                     | 19 августа 1970 |
| Джиллингем        | 0:1  | Лутон Таун                 | 19 августа 1970 |
| Галифакс Таун     | 3:2  | Брэдфорд Сити              | 19 августа 1970 |
| Хартлпул          | 2:3  | Йорк Сити                  | 19 августа 1970 |
| Линкольн Сити     | 2:1  | Гримсби Таун               | 19 августа 1970 |
| Мансфилд Таун     | 6:2  | Честерфилд                 | 19 августа 1970 |
| Ньюпорт Каунти    | 2:1  | Рединг                     | 19 августа 1970 |
| Порт Вейл         | 0:1  | Уолсолл                    | 17 августа 1970 |
| Портсмут          | 2:0  | Плимут Аргайл              | 19 августа 1970 |
| Рочдейл           | 1:0  | Саутпорт                   | 19 августа 1970 |
| Сканторп Юнайтед  | 2:3  | Нортгемптон Таун           | 19 августа 1970 |
| Стокпорт Каунти   | 0:1  | Престон Норт Энд           | 19 августа 1970 |
| Торки Юнайтед     | 1:1  | Борнмут энд Боском Атлетик | 18 августа 1970 |
| Уотфорд           | 2:0  | Питерборо Юнайтед          | 18 августа 1970 |
| Уэркингтон        | 2:0  | Барроу                     | 18 августа 1970 |

### Переигровки
| Хозяева                    | Счёт | Гости            | Дата            |
| -------------------------- | ---- | ---------------- | --------------- |
| Борнмут энд Боском Атлетик | 1:2  | Торки Юнайтед    | 26 августа 1970 |
| Дарлингтон                 | 3:1  | Донкастер Роверс | 24 августа 1970 |
| Суонси Сити                | 4:2  | Эксетер Сити     | 25 августа 1970 |
| Транмир Роверс             | 4:0  | Кру Александра   | 24 августа 1970 |
| Рексем                     | 2:3  | Бирмингем Сити   | 26 августа 1970 |

## Второй раунд

### Матчи
| Хозяева              | Счёт | Гости                   | Дата            |
| -------------------- | ---- | ----------------------- | --------------- |
| Олдершот             | 1:3  | Манчестер Юнайтед       | 9 сентября 1970 |
| Астон Вилла          | 2:0  | Бернли                  | 9 сентября 1970 |
| Блэкпул              | 4:1  | Ньюпорт Каунти          | 9 сентября 1970 |
| Болтон Уондерерс     | 1:0  | Блэкберн Роверс         | 9 сентября 1970 |
| Бристоль Роверс      | 2:1  | Ньюкасл Юнайтед         | 8 сентября 1970 |
| Карлайл Юнайтед      | 2:1  | Манчестер Сити          | 9 сентября 1970 |
| Колчестер Юнайтед    | 1:1  | Бирмингем Сити          | 9 сентября 1970 |
| Кристал Пэлас        | 3:3  | Рочдейл                 | 9 сентября 1970 |
| Дарлингтон           | 0:4  | Фулхэм                  | 9 сентября 1970 |
| Дерби Каунти         | 3:1  | Галифакс Таун           | 8 сентября 1970 |
| Хаддерсфилд Таун     | 0:0  | Ноттингем Форест        | 9 сентября 1970 |
| Ипсвич Таун          | 0:0  | Арсенал                 | 8 сентября 1970 |
| Лестер Сити          | 3:2  | Саутгемптон             | 9 сентября 1970 |
| Линкольн Сити        | 2:1  | Сандерленд              | 9 сентября 1970 |
| Лутон Таун           | 3:0  | Уэркингтон              | 8 сентября 1970 |
| Мансфилд Таун        | 0:0  | Ливерпуль               | 8 сентября 1970 |
| Норвич Сити          | 0:0  | Честер                  | 9 сентября 1970 |
| Олдем Атлетик        | 2:4  | Мидлсбро                | 8 сентября 1970 |
| Оксфорд Юнайтед      | 1:0  | Вулверхэмптон Уондерерс | 9 сентября 1970 |
| Портсмут             | 1:0  | Уолсолл                 | 9 сентября 1970 |
| Куинз Парк Рейнджерс | 4:0  | Кардифф Сити            | 8 сентября 1970 |
| Ротерем Юнайтед      | 0:0  | Бристоль Сити           | 8 сентября 1970 |
| Шеффилд Юнайтед      | 1:0  | Лидс Юнайтед            | 8 сентября 1970 |
| Шеффилд Уэнсдей      | 1:1  | Челси                   | 9 сентября 1970 |
| Сток Сити            | 0:0  | Миллуолл                | 9 сентября 1970 |
| Суиндон Таун         | 4:2  | Уотфорд                 | 8 сентября 1970 |
| Торки Юнайтед        | 1:3  | Престон Норт Энд        | 9 сентября 1970 |
| Тоттенхэм Хотспур    | 3:0  | Суонси Сити             | 9 сентября 1970 |
| Транмир Роверс       | 1:1  | Ковентри Сити           | 9 сентября 1970 |
| Вест Бромвич Альбион | 3:1  | Чарльтон Атлетик        | 8 сентября 1970 |
| Вест Хэм Юнайтед     | 1:0  | Халл Сити               | 9 сентября 1970 |
| Йорк Сити            | 0:0  | Нортгемптон Таун        | 9 сентября 1970 |

### Переигровки
| Хозяева          | Счёт | Гости             | Дата             |
| ---------------- | ---- | ----------------- | ---------------- |
| Арсенал          | 4:0  | Ипсвич Таун       | 28 сентября 1970 |
| Бирмингем Сити   | 2:1  | Колчестер Юнайтед | 15 сентября 1970 |
| Бристоль Сити    | 4:0  | Ротерем Юнайтед   | 15 сентября 1970 |
| Челси            | 2:1  | Шеффилд Уэнсдей   | 22 сентября 1970 |
| Честер           | 1:2  | Норвич Сити       | 16 сентября 1970 |
| Ковентри Сити    | 2:1  | Транмир Роверс    | 22 сентября 1970 |
| Ливерпуль        | 3:2  | Мансфилд Таун     | 22 сентября 1970 |
| Миллуолл         | 2:1  | Сток Сити         | 21 сентября 1970 |
| Нортгемптон Таун | 1:1  | Йорк Сити         | 15 сентября 1970 |
| Ноттингем Форест | 2:0  | Хаддерсфилд Таун  | 21 сентября 1970 |
| Рочдейл          | 1:3  | Кристал Пэлас     | 14 сентября 1970 |

### Вторая переигровка
| Хозяева   | Счёт | Гости            | Дата             |
| --------- | ---- | ---------------- | ---------------- |
| Йорк Сити | 1:2  | Нортгемптон Таун | 28 сентября 1970 |

## Третий раунд

### Матчи
| Хозяева           | Счёт | Гости                | Дата           |
| ----------------- | ---- | -------------------- | -------------- |
| Бирмингем Сити    | 2:1  | Ноттингем Форест     | 6 октября 1970 |
| Блэкпул           | 0:1  | Бристоль Сити        | 7 октября 1970 |
| Болтон Уондерерс  | 1:1  | Лестер Сити          | 7 октября 1970 |
| Карлайл Юнайтед   | 3:1  | Оксфорд Юнайтед      | 6 октября 1970 |
| Челси             | 3:2  | Мидлсбро             | 7 октября 1970 |
| Ковентри Сити     | 3:1  | Вест Хэм Юнайтед     | 6 октября 1970 |
| Кристал Пэлас     | 4:0  | Линкольн Сити        | 7 октября 1970 |
| Дерби Каунти      | 4:2  | Миллуолл             | 7 октября 1970 |
| Фулхэм            | 2:0  | Куинз Парк Рейнджерс | 6 октября 1970 |
| Лутон Таун        | 0:1  | Арсенал              | 6 октября 1970 |
| Манчестер Юнайтед | 1:0  | Портсмут             | 7 октября 1970 |
| Нортгемптон Таун  | 1:1  | Астон Вилла          | 6 октября 1970 |
| Норвич Сити       | 1:1  | Бристоль Роверс      | 7 октября 1970 |
| Престон Норт Энд  | 0:1  | Вест Бромвич Альбион | 6 октября 1970 |
| Суиндон Таун      | 2:0  | Ливерпуль            | 6 октября 1970 |
| Тоттенхэм Хотспур | 2:1  | Шеффилд Юнайтед      | 7 октября 1970 |

### Переигровки
| Хозяева         | Счёт | Гости            | Дата            |
| --------------- | ---- | ---------------- | --------------- |
| Астон Вилла     | 3:0  | Нортгемптон Таун | 13 октября 1970 |
| Бристоль Роверс | 3:1  | Норвич Сити      | 13 октября 1970 |
| Лестер Сити     | 1:0  | Болтон Уондерерс | 12 октября 1970 |

## Четвёртый раунд

### Матчи
| Хозяева           | Счёт | Гости                | Дата            |
| ----------------- | ---- | -------------------- | --------------- |
| Астон Вилла       | 1:0  | Карлайл Юнайтед      | 28 октября 1970 |
| Бристоль Роверс   | 3:0  | Бирмингем Сити       | 27 октября 1970 |
| Ковентри Сити     | 1:0  | Дерби Каунти         | 27 октября 1970 |
| Кристал Пэлас     | 0:0  | Арсенал              | 28 октября 1970 |
| Фулхэм            | 1:0  | Суиндон Таун         | 27 октября 1970 |
| Лестер Сити       | 2:2  | Бристоль Сити        | 28 октября 1970 |
| Манчестер Юнайтед | 2:1  | Челси                | 28 октября 1970 |
| Тоттенхэм Хотспур | 5:0  | Вест Бромвич Альбион | 28 октября 1970 |

### Переигровки
| Хозяева       | Счёт | Гости         | Дата          |
| ------------- | ---- | ------------- | ------------- |
| Бристоль Сити | 2:1  | Лестер Сити   | 3 ноября 1970 |
| Арсенал       | 0:2  | Кристал Пэлас | 9 ноября 1970 |

## Пятый раунд

### Матчи
| Хозяева           | Счёт | Гости         | Дата           |
| ----------------- | ---- | ------------- | -------------- |
| Бристоль Роверс   | 1:1  | Астон Вилла   | 17 ноября 1970 |
| Фулхэм            | 0:0  | Бристоль Сити | 17 ноября 1970 |
| Манчестер Юнайтед | 4:2  | Кристал Пэлас | 18 ноября 1970 |
| Тоттенхэм Хотспур | 4:1  | Ковентри Сити | 18 ноября 1970 |

### Переигровки
| Хозяева       | Счёт | Гости           | Дата           |
| ------------- | ---- | --------------- | -------------- |
| Астон Вилла   | 1:0  | Бристоль Роверс | 25 ноября 1970 |
| Бристоль Сити | 1:0  | Фулхэм          | 24 ноября 1970 |

## Полуфиналы

### Первые матчи
| Хозяева           | Счёт | Гости             | Дата            |
| ----------------- | ---- | ----------------- | --------------- |
| Бристоль Сити     | 1:1  | Тоттенхэм Хотспур | 16 декабря 1970 |
| Манчестер Юнайтед | 1:1  | Астон Вилла       | 16 декабря 1970 |

### Ответные матчи
| Хозяева           | Счёт | Гости             | Дата            | Сумм. |
| ----------------- | ---- | ----------------- | --------------- | ----- |
| Астон Вилла       | 2:1  | Манчестер Юнайтед | 23 декабря 1970 | 3:2   |
| Тоттенхэм Хотспур | 2:0  | Бристоль Сити     | 23 декабря 1970 | 3:1   |

## Финал
Финал прошёл на стадионе «Уэмбли» в Лондоне 27 февраля 1971 года.
| Тоттенхэм Хотспур | 2:0 | Астон Вилла |
| ----------------- | --- | ----------- |
| Чиверс 78′ 82′    |     |             |